# Pulsar double
Pour les articles homonymes, voir Pulsar (homonymie).
 (signalé en juillet 2025).
Si vous disposez d'ouvrages ou d'articles de référence ou si vous connaissez des sites web de qualité traitant du thème abordé ici, merci de compléter l'article en donnant les références utiles à sa vérifiabilité et en les liant à la section « Notes et références ».
- Archive Wikiwix
- Bing
- Cairn
- DuckDuckGo
- E. Universalis
- Gallica
- Google
- G. Books
- G. News
- G. Scholar
- Persée
- Qwant
- (zh) Baidu
- (ru) Yandex
- (wd) trouver des œuvres sur Wikidata

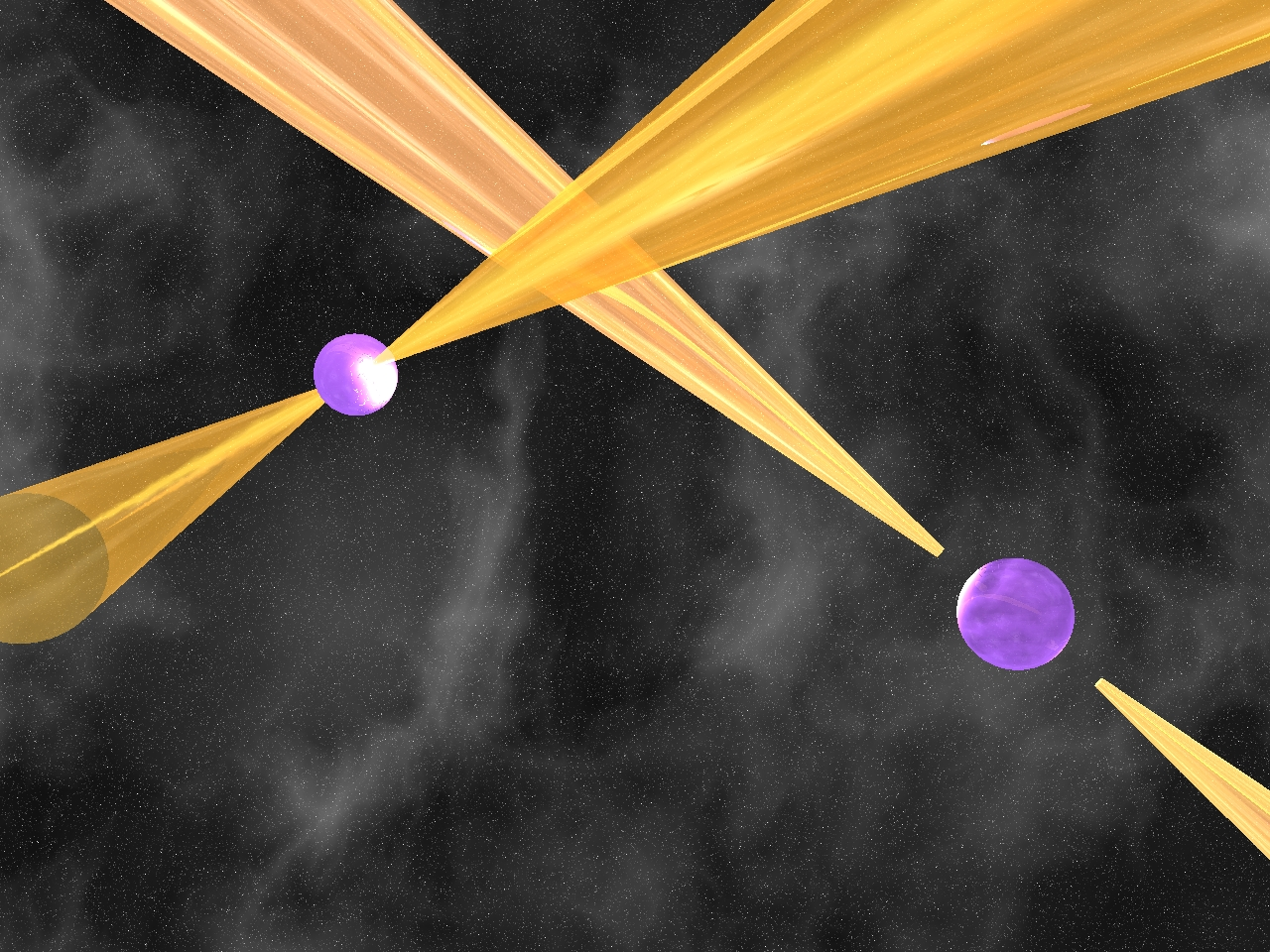
Vue d'artiste du pulsar double PSR J0737-3039.

En astronomie, le terme de pulsar double se réfère à un système binaire dont les deux composantes sont détectées en tant que pulsars. Le premier (et à ce jour, 2018, le seul) pulsar double connu est PSR J0737-3039 qui se trouve incidemment également être le système binaire dont l'orbite est la plus resserrée connue, ce qui en fait un laboratoire idéal pour effectuer des tests de la relativité générale, et ce d'autant plus que son plan orbital est presque parallèle à la direction d'observation, ce qui en fait un système à éclipses.
Le terme de pulsar double ne doit pas être confondu avec celui de pulsar binaire, dont seulement l'une des deux composantes est identifiée comme étant un pulsar (l'autre pouvant être un pulsar, mais dont le faisceau ne balaie pas l'orbite terrestre, comme c'est le cas pour PSR 1913+16).